# Antonia bouillonae
Antonia bouillonae är en tvåvingeart som beskrevs av Seguy 1932. Antonia bouillonae ingår i släktet Antonia och familjen svävflugor. Inga underarter finns listade i Catalogue of Life.